# 太平桜酒造
太平桜酒造合資会社（たいへいざくらしゅぞう）は、福島県いわき市の酒の製造・販売業者。商標は『太平櫻』である。
醸造には福島県産米を使用し、ほぼ9割が地元に出荷されている。福島県で開発された酒造好適米である「夢の香」や福島県独自の酒用酵母「うつくしま夢酵母」を使用し、「夢の米・夢の酒委員会」による品質審査に合格した「夢の香　純米原酒」などを醸している。

## 銘柄
日本酒
- 「太平櫻」
  - 大吟醸
  - 本醸造
  - にごり酒
  - しぼりたて生酒
  - 生貯蔵酒
- 純米大吟醸 桜浪漫
- 純米酒 いわきろまん
- 夢の香 純米原酒
- 福島の酒 長谷川
- いわき湯本温泉郷 鶴伝説
- 純米吟醸 自安我楽